# Cantikus halabala
Espèce
Synonymes
- Pholcus halabala Huber, 2011

Cantikus halabala est une espèce d'araignées aranéomorphes de la famille des Pholcidae.

## Distribution
Cette espèce se rencontre en Thaïlande dans la province de Narathiwat, en Malaisie péninsulaire, à Singapour et en Indonésie à Sumatra,.

## Description
Le mâle holotype mesure 4,3 mm.

## Étymologie
Son nom d'espèce lui a été donné en référence au lieu de sa découverte, la réserve naturelle de Hala Bala.

## Publication originale
- Huber, 2011 : Revision and cladistic analysis of Pholcus and closely related taxa (Araneae, Pholcidae). Bonner zoologische Monographien, no 58, p. 1-509 (texte intégral).